# Петар Барски
Петар Барски (ум. 20. јуна, око 1100. године, Бар) је био бискуп барски, од око 1070. до око 1100. године. Каао један од истакнутих првака у држави Војислављевића, деловао је за време владавине краљева Михаила и Бодина. Поред поузданих извора, као што су писмо римског папе Гргура VII из 1078. године и епитаф из старог барског катедралног храма, Петар Барски се помиње и у разним непоузданим изворима и фалсификатима, у којима му се приписује и наслов надбискупа, што представља посебан историографски проблем, који је део ширег питања о тачном времену и начину оснивања Барске надбискупије.

## Поуздани извори
Најпознатији извор о барском бискупу Петру из 11. века је писмо римског папе Гргура VII из 1078. године, које је било упућено дукљанском краљу Михаилу поводом извесних црквених спорова који су у то време вођени између Дубровника и Сплита. Петар се у том писму изричито помиње као барски бискуп, а предлаже се и могућност његовог доласка у Рим ради непосредног учешћа у решавању поменутих спорова, што сведочи о угледу који је Петар уживао не само у домаћој средини, већ и у самом средишту Римокатоличке цркве.
Други поуздани извор о животу барског бискупа Петра представља епитаф који се налазио у старом барском катедралном храму. Епитаф садржи латински натпис у леонинском стиху, који гласи: "Hoc tumulo Petri recubant ossaque nervi, doctorum doctor fuit, hic Antivari pastor, prudentum ritus olim superavit peritus, spretor avarorum, dator largus egenorum, ecclesiam rexit, populum remonitum fulsit, non bene peractis ter decem dicitur annis, mors vicesima sexti mensis extitit illi" што у преводу значи: "У овом гробу леже Петрове кости и снага, био је доктор докторима тај барски пастор. Знањем вере превазилазио је некадашња искуства. Презиратељ лакомаца, обилно је даривао сиромахе. Владао је црквом, истичући се као помагач народа. Кажу да не наврши сасвим тридесет година када га снађе смрт двадесетог у шестом месецу.".
У овом надгробном натпису, који је настао у самом Бару и који садржи разне похвале, нема ни помена о наводном надбискупском звању, што би свакако било назначено да је Петар био стварни носилац тог високог достојанства и први надбискуп у том граду.

## Спорни извори
Поред поузданих извора, Петар Барски се помиње и у неким непоузданим изворима и фалсификатима, у којима му се по правилу приписује и наслов надбискупа, што представља посебно историографско питање, који је део ширег проблема о тачном времену и начину уздизања римокатоличке бискупије у Бару на степен надбискупије. Разлике међу истраживачима проистичу првенствено из неслагања поводом питања о аутентичности извесних спорних исправа, које су датиране (стварно или фиктивно) у 11. или 12. век, а на то се надовезује и питање о веродостојности локалних традиција и претензија, које су обликоване у позном Летопису попа Дукљанина.
Петар се као наводни "надбискуп" барски помиње у две спорне повеље, које су наводно настале у 11. веку. Већина савремених истраживача је на основу темељитих дипломатичких анализа прихватила став да наводна повеља која се приписује папи Александру II, а која је датирана 18. мартом 1067. године, представља позни фалсификат из 13. века. Насупрот томе, слична сагласност не постоји поводом друге спорне повеље, која се приписује противпапи Клименту III, а која је датирана 8. јануаром 1089. године. Иако поједини истраживачи сматрају да је реч о аутентичном документу, новије анализе су показале да се вероватно ради о фалсификату, који је такође могао настати током 13. века, а сачуван је у веома позном препису, који потиче тек из 16. века.
Петар се као наводни "надбискуп" помиње и у једној од исправа која припада познатој групи локрумских фалсификата, а реч је о акту који је обликован у виду повеље краља Бодина из наводне 1100. године, уз напомену да је акт настао "in praesentia domini Petri archiepiscopi" (у присуству господина Петра надбискупа). Тај фалсификат је настао уз ослонац на позни Летопис попа Дукљанина, у коме је настанак Барске надбискупије измештен у веома древна времена, тако да је и Петар приказан као "надбискуп" уз додатно наглашавање његове улоге у политичком и друштвеном животу.